# Three Hills
Three Hills är en ort i Kanada.   Den ligger i provinsen Alberta, i den centrala delen av landet, 2 800 km väster om huvudstaden Ottawa. Three Hills ligger 897 meter över havet och antalet invånare är 3 051.
Terrängen runt Three Hills är huvudsakligen platt. Three Hills ligger uppe på en höjd. Trakten runt Three Hills är nära nog obefolkad, med mindre än två invånare per kvadratkilometer.. Three Hills är det största samhället i trakten.
Trakten runt Three Hills består till största delen av jordbruksmark.